# Tamazunchale
Tamazunchale è una municipalità dello stato di San Luis Potosí, nel Messico centrale, il cui capoluogo è la località omonima.
Conta 96.820 abitanti (2010) e ha una estensione di 354,18 km².